# Cryptohelcostizus ornatus
Cryptohelcostizus ornatus är en stekelart som beskrevs av Joseph Augustine Cushman 1940. Cryptohelcostizus ornatus ingår i släktet Cryptohelcostizus och familjen brokparasitsteklar. Inga underarter finns listade i Catalogue of Life.